# Роккаказале
Роккаказале (італ. Roccacasale) — муніципалітет в Італії, у регіоні Абруццо,  провінція Л'Аквіла.
Роккаказале розташоване на відстані близько 120 км на схід від Рима, 50 км на південний схід від Л'Акуїли.
Населення — 705 осіб (2014).
Щорічний фестиваль відбувається 8 травня. Покровитель — святий Архангел Михаїл.

## Демографія
Населення за роками:

Станом на 1 січня 2023 року в муніципалітеті офіційно проживав 21 іноземець з 10 країн, серед них 9 громадян країн Євросоюзу.

## Сусідні муніципалітети
- Корфініо
- Пратола-Пелінья
- Салле